# Fundulopanchax intermittens
Fundulopanchax intermittens is een straalvinnige vissensoort uit de familie van de killivisjes (Nothobranchiidae). De wetenschappelijke naam van de soort is voor het eerst geldig gepubliceerd in 1974 door Radda.